# Komatsu 960E-1
El Komatsu 960E-1 (960E) es un camión de transporte de tren motriz eléctrico / diésel de doble eje, de estructura rígida y fuera de carretera, diseñado y fabricado por Komatsu América Corp. El 960E-1 es el camión de transporte más grande y de mayor capacidad de Komatsu, que ofrece una capacidad de carga útil de hasta 360 toneladas cortas (327 t).

## Tren motriz
El 960E-1 es impulsado por un tren de potencia diésel / AC eléctrico. Un motor diésel turboalimentado de doble etapa Komatsu SSDA18V170 V18 de 3.500 caballos de fuerza (2.600 kW) desarrollado por Industrial Power Alliance, Ltd., una empresa conjunta entre Komatsu y Cummins, está acoplado a un alternador de transistor bipolar GTA-39 de puerta aislada General Electric envía energía eléctrica a los motores gemelos de tracción por inducción General Electric GDY108, con un motor de inducción ubicado a cada lado del eje trasero.

## Cadena cinemática
La 960E-1 está propulsada por una cadena cinemática diésel/eléctrica CA. Un motor diesel turboalimentado de doble etapa Komatsu SSDA18V170 V18 de 3.500 CV (2.600 kW) desarrollado por Industrial Power Alliance, una empresa conjunta de Komatsu y Cummins, está acoplado a un alternador de transistor bipolar de compuerta aislada General Electric GTA-39 que envía energía eléctrica a dos motores de tracción de inducción General Electric GDY108, con un motor de inducción situado a cada lado del eje trasero.

## Transporte
Debido a su tamaño y peso excepcionales, el 960E-1 no se puede conducir por las vías públicas. El 960E-1 se envía por piezas al lugar indicado por el cliente antes de someterse al ensamblaje final.

## Note
1. ↑  «KOMATSU : Industrial Power Alliance, Ltd. [IPA]». web.archive.org. 19 de mayo de 2010. Archivado desde el original el 19 de mayo de 2010. Consultado el 7 de junio de 2023.
2. ↑  «Wayback Machine». web.archive.org. 10 de octubre de 2008. Archivado desde el original el 10 de octubre de 2008. Consultado el 7 de junio de 2023.